# Meggan Mallone
Meggan Mallone (Houston, Texas; 30 de diciembre de 1986) es una actriz pornográfica estadounidense.

## Biografía
Mallone fue modelo durante su etapa escolar.
Ella tenía solo dos sesiones de fotos para adultos en internet antes de que un fotógrafo la pusiera en contacto con Vivid Entertainment durante la exposición del 2008 de AVN. El 18 de enero de 2008 firmó un contrato exclusivo con Vivid.
Las dos primeras películas de Mallone para Vivid fueron Strictly Conversation y 20 Questions dirigidas por Paul Thomas.
Mallone apareció en la portada del mes de mayo de 2008 de la revista AVN así como en la de junio del mismo año de la revista Hustler.
Mallone es de ascendencia chéroqui, irlandesa y alemana. Su madre, que es chéroqui pura de Oklahoma, le dio el nombre indio de "Estrella de la Luna". Ha dicho que su padre, que falleció cuando ella tenía 18 años, infundió en ella una fuerte ética del trabajo y le enseñó a tomar sus propias decisiones, equilibrando el placer del cuerpo con el de la mente, hasta el punto de tener uno de los coeficientes intelectuales más altos de la industria cinematográfica.

## Filmografía Selecta
- Cherries 62 (2008) Homegrown Video
- Matt's Models #6 (2008) Vivid Entertainment
- The Chronicles of Hornia (2008) Homegrown Video
- Meggan and Hanna Love Manuel (2008) Vivid Entertainment